# Ясський собор
Ясський собор проходив між 15 вересня і 27 жовтня 1642 у місті Ясси (нині Румунія). Він був скликаний Вселенським патріархом Парфенієм I Константинопольським за підтримки правлячого молдавського князя Василя Лупула.
Метою Собору було протистояти певним римо-католицьким і протестантським «доктринальним помилкам», які проникли в православне богослов’я, і запропонувати вичерпну православну заяву про зміст і характер віри.
Включаючи представників грецьких і слов’янських церков, він засудив кальвіністське вчення, приписуване Кирилу Лукарісу, і затвердив (дещо змінений текст) катехизису Петра Могили — опису православного віровчення у форматі питань і відповідей. Це сповідання віри стало фундаментальним для визначення ставлення православного світу до реформаційної думки. Головним внеском Собору було зміцнення почуття єдності у Православній Церкві через оприлюднення авторитетної заяви, погодженої всіма головними престолами.

## Дивись також
Катехізис Петра Могили